# Bernard de Septimanie
Pour les articles homonymes, voir Bernard.
Bernard de Septimanie (né en 795 ou 804 - mort entre janvier et juin 844 à Toulouse), comte d'Autun (v.826-832), duc puis marquis de Septimanie (828-832, 835-844), comte de Barcelone (827-832, 836-844) et comte de Toulouse (835-844) est un aristocrate de l'époque carolingienne. Fils de Guillaume de Gellone, cousin de l'empereur Charlemagne, il est issu d'un des lignages les plus importants de l'empire franc, les Guilhelmides. Il joue un rôle important en Aquitaine et dans la Marche d'Espagne, mais aussi à la cour impériale de Louis le Pieux, participant aux différents troubles qui agitent l'empire entre 830 et 843. Il finit exécuté à Toulouse sur l'ordre du roi Charles le Chauve.

## Biographie

### Jeunesse

L'empire franc et ses royaumes au début du IXe siècle.

Bernard naît vers 795. Il est le fils aîné de Guillaume de Gellone, cousin de l'empereur Charlemagne et important dignitaire franc, qui a reçu des charges importantes dans le Midi de l'empire carolingien, puisqu'il a été comte de Toulouse, duc d'Aquitaine et marquis de Septimanie entre 790 et 806. Il appartient à l'importante famille des Guilhelmides et est donc un arrière-petit-fils de Charles Martel et un cousin issu de germains de l'empereur Louis le Pieux. La mère de Bernard, Cunégonde, première épouse de Guillaume, est certainement une dame de la haute noblesse franque. En 806, Guillaume de Gellone se dépouille de ses charges et se retire dans le monastère qu'il a fondé deux ans plus tôt à Gellone, en Septimanie, sur les conseils de son ami Benoît d'Aniane. 
Peut-être élevé à la cour impériale, il y est en tout cas présent dans sa jeunesse, où il bénéficie de la présence de Benoît d'Aniane. En 824, il épouse une aristocrate austrasienne, Dhuoda à Aix-la-Chapelle.

### Les premières années dans le Midi et la défense de Barcelone

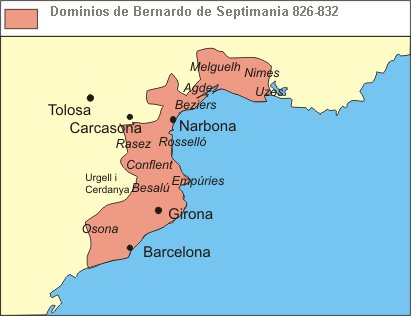
Possessions de Bernard de Septimanie entre 826 et 832.

En 812, son frère Gaucelme a reçu la charge du comté de Roussillon, qui avait été tenue par leur père Guillaume. Gaucelme était entré en conflit avec Bera, le puissant comte de Gérone, de Besalú, de Barcelone, du Razès et du Conflent, car celui-ci avait pris la tête d'un parti goth, partisan d'une paix avec les musulmans de l'émirat de Cordoue. Gaucelme avait mis à profit les difficultés de Bera, après 817, mis en difficulté par l'Aragonais Garcia Galindez, allié aux musulmans Banu Qasi et aux Basques de Pampelune, pour le faire convoquer devant l'empereur lors d'une assemblée à Aix-la-Chapelle en février 820, et destituer. Les comtés de Barcelone, Gérone, Osona et Besalú sont confiés au Franc Rampon, qui n'est lié à aucun des deux partis qui viennent de s'affronter, tandis que le Razès et le Conflent restent aux mains du fils de Bera, Guillemond.
En 826, à la mort de Rampon, les deux frères guilhelmides sont suffisamment influents auprès de Louis le Pieux et Bernard est investi des comtés de Barcelone et de Gérone. Mais peu après sa désignation, Bernard doit affronter une révolte menée par un certain Aisso, mal identifié - peut-être un noble goth, ancien lieutenant de Bera, ou bien un Arabe, fils de Sulayman ibn al-Arabi. Aisso, qui est otage à Aix-la-Chapelle, s'est échappé et a fui vers la marche d'Espagne. Dans le comté d'Osona, où la noblesse locale lui est favorable, il provoque une révolte contre le pouvoir impérial franc, représenté par Bernard. Les premiers combats sont favorables à Aisso, qui s'empare de Roda de Ter, seul château du comté d'Osona qui lui échappait, puis soumet le comté de Cerdagne et la région du Vallès, dans le comté de Barcelone. Ces succès lui gagnent une partie de la noblesse gothe, en particulier Guillemond. Enfin, Aisso demande l'aide le soutien de l'émir de Cordoue, Abd el-Rahman II, qui envoie plusieurs milliers d'hommes menés par son général Ubayd Allah. Celui-ci arrive à Saragosse en mai 827, avant d'entrer dans le comté de Barcelone. Au mois de juin, Ubayd Allah met le siège devant Barcelone et ravage les alentours, tandis que Bernard dirige la défense de la ville. Finalement, le général musulman se tourne vers Gérone, dont il s'empare le 10 octobre 827. 
Bernard, qui a le soutien de son frère Gaucelme, demande l'aide de Louis le Pieux. Peu impliqué au début de la révolte, l'empereur réagit à l'invasion de Barcelone et de Gérone par les musulmans. Il ordonne à son fils Pépin, qu'il a investi du royaume d'Aquitaine, et aux comtes de Tours, Hugues, et d'Orléans, Matfrid, de réunir une armée pour venir en aide à Bernard. Mais celui-ci repousse seul ses ennemis : avant la fin de l'année, les musulmans, suivis d'Aisso et Guillemond, retournent à Cordoue.

### Succès et déconvenues à la cour impériale
Cette victoire accroît considérablement le prestige de Bernard et de Gaucelme. En 828, lors de l'assemblée d'Aix-la-Chapelle, Hugues de Tours et Matfrid d'Orléans, qui ont manqué à leur mission, sont destitués par l'empereur. Le comté d'Orléans est confié à Eudes, cousin de Bernard. Gaucelme reçoit quant à lui les comtés tenus par Guillemond, le Razès et le Conflent. Bernard, enfin, obtient les possessions du comte de Narbonne, Leibulf, qui vient de mourir : Narbonne, Béziers, Agde, Melgueil, Nîmes et, probablement, Uzès et Lodève, avec le titre de duc de Septimanie. À l'assemblée d'Ingelheim, en juin 828, une expédition de représailles contre Cordoue est prévue, sans qu'elle soit menée à terme.
Bernard devient un des principaux personnages de la cour. En août 829, lors de l'assemblée de Worms, Louis le Pieux envoie son fils Lothaire en Italie, avec le titre de roi. Il décide de le remplacer dans sa fonction de chambrier par Bernard. En même temps qu'il possessionne son fils Charles en Alémanie, Louis le Pieux charge Bernard de l'éducation du prince. Bernard confie alors l'ensemble de ses terres à son frère Gaucelme. Il ne vit alors pas avec Dhuoda, qu'il a laissée à Uzès, où elle écrit le livre qui l'a rendue célèbre.
Au bout de quelques mois à la cour, Bernard devient la cible des attaques des adversaires de l'impératrice, Judith de Bavière, rassemblés autour de Lothaire, en particulier de Wala, relégué à l'abbaye de Corbie. Wala organise une campagne de dénigrement contre Judith et Bernard, accusés d'adultère et d'autres forfaits. En avril 830, profitant d'une expédition de Louis le Pieux, qui a réuni l'armée à Rennes pour combattre les Bretons, Pépin et Louis organisent la révolte, font revenir Lothaire d'Italie et prennent le pouvoir. Bernard de Septimanie s'enfuit à Barcelone, Judith est enfermée dans un couvent, tandis qu'Héribert, un frère de Bernard est aveuglé et que leur cousin Eudes est dépossédé du comté d'Orléans. Les succès des fils de Louis le Pieux ne sont cependant que provisoires et l'empereur reprend le pouvoir après l'assemblée de Nimègue, en octobre 830. En février 831, à l'assemblée d'Aix-la-Chapelle, il procède à un nouveau partage, et attribue la Septimanie et la Gothie à son fils Charles. 
Bernard pourtant ne retrouve pas la place qu'il occupait à la cour : Judith et Charles refusent de le rencontrer, tandis que Louis le Pieux ne lui rend pas, après l'assemblée de Thionville, en octobre 831, ses honneurs. Bernard décide de changer de camp. Le comte de Toulouse Bérenger, qui est également chargé de conseiller Pépin, conseille à ce dernier de ne pas se révolter contre son père. Mais Pépin rencontre cette fois le soutien de Bernard, qui encourage une nouvelle révolte des fils de l'empereur. Au début de l'année 832, Louis le Pieux convoque une assemblée à Orléans pour discuter des moyens nécessaires pour réduire ses fils à l'obéissance. Bérenger de Toulouse, qui est resté fidèle à l'empereur, reçoit l'ordre de s'emparer des domaines de Bernard : il fait la conquête du Razès et du Conflent et du Roussillon et en décembre 832, il est à Elne. Pendant ce temps, Louis le Pieux marche sur la Germanie contre son fils Louis, qu'il vainc rapidement en mai 832. Il se tourne ensuite vers l'Aquitaine et tient en octobre une assemblée au palais de Jocondiac, près de Limoges : Pépin se soumet et est exilé à Trèves, alors que l'Aquitaine est donnée à Charles. Bernard est accusé d'avoir fomenté la révolte et, pour cette raison, est dépouillé de tous ses domaines. Son frère Gaucelme partage sa disgrâce et doit renoncer à toutes ses possessions, comme vient le lui annoncer Anségise de Fontenelle, missus dominicus de l'empereur. Les comtés des deux frères sont concédés à Bérenger de Toulouse, tandis que Bernard et Gaucelme rentrent sur leurs domaines bourguignons, accompagnés par le lieutenant de Gaucelme, Sanila.

### Le retour en grâce de Bernard

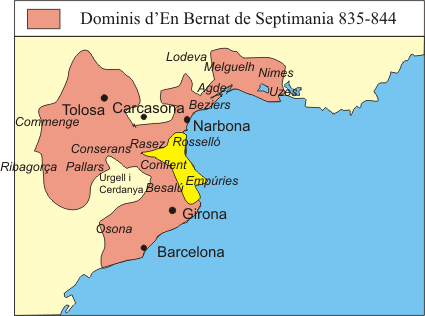
Possessions de Bernard de Septimanie entre 835 et 843.

Les troubles reprennent cependant dès 833, lorsque Lothaire franchit les Alpes avec son armée, accompagné du pape Grégoire IV. Il rejoint ses frères et ils marchent ensemble contre leur père. La rencontre a lieu à la fin du mois de juin en Alsace, au « Champ du mensonge », près de Sigolsheim. Durant les négociations, les partisans de Louis le Pieux l'abandonnent l'un après l'autre : Lothaire est rétabli dans sa dignité, Judith part en Italie et Charles est placé au monastère de Prüm. En novembre, Lothaire, soutenu par les évêques de Gaule, notamment Agobard de Lyon et Ebon de Reims, impose à son père une pénitence publique dans l'abbaye Saint-Médard de Soissons, où il est contraint d'abdiquer la dignité impériale.
Mais les succès de Lothaire inquiètent Louis et Pépin, qui reprennent les armes avec Louis le Pieux, contre Lothaire : le 15 mars 834 à Quierzy, Pépin retrouve son royaume d'Aquitaine. Bernard de Septimanie et son frère Gaucelme se rangent à nouveau du côté de Pépin. Une armée est rassemblée à Langres, alors que Lothaire réussit à s'emparer de Chalon-sur-Saône, où sont exécutés Gaucelme et Gauberge, frère et sœur de Bernard de Septimanie. Finalement, Lothaire est contraint de repartir en Italie. Bernard réclame pour prix de ses services et de la mort de ses frère et sœur que lui soient rendus les bénéfices qui lui avaient été confisqués et sa charge de chambrier. 
En 835, Louis le Pieux convoque Bernard et Bérenger à Crémieu afin de les départager, mais ce dernier meurt subitement durant le voyage : Bernard recouvre donc la Septimanie et Toulouse, soit l'intégralité des domaines de Bérenger sauf les comtés d'Ampurias et de Roussillon, attribués à Suniaire, ainsi que le Pallars et la Ribagorce, usurpés et séparés en 833 du comté de Toulouse par le comte d'Urgell et de Cerdagne, Galindo Ier. En 837, Bernard augmente cependant ses domaines du comté de Carcassonne. 
Mais Bernard agit maladroitement, particulièrement vis-à-vis de la population gothe qui avait soutenu Bera puis Bérenger. De nombreuses plaintes sont présentées contre lui lors de l'assemblée que l'empereur tient à Quierzy en septembre 838. De plus, Bernard a de plus en plus tendance à s'absenter de ses domaines, délégant son pouvoir à des vicomtes.

### La dernière rébellion et la mort

La Septimanie dans le partage de Verdun (843).

La mort de Louis le Pieux, le 20 juin 840, provoque la reprise des hostilités entre ses trois fils, Lothaire, Louis et Charles. En 841, après la bataille de Fontenoy-en-Puisaye, Bernard envoie son fils, Guillaume, faire des propositions de soumission à Charles le Chauve, d'autant plus qu'après la mort de Pépin d'Aquitaine, le royaume d'Aquitaine n'a pas été donné à son fils, Pépin II, mais à Charles le Chauve. Mais finalement, Bernard ne tient pas ses engagements, alors que Charles le Chauve doit affronter l'hostilité de l'aristocratie aquitaine. En 842, Charles le Chauve mène donc une expédition en Aquitaine, avec l'intention de châtier Bernard. Au mois de juillet, il confie le comté de Toulouse à Acfred, ce que refuse Bernard. Avec l'aide de Pépin II, Bernard expulse Acfred de Toulouse en 843. 
Mais en août 843, le traité de Verdun ramène la paix entre Lothaire, Louis et Charles le Chauve, qui garde la Septimanie, sauf le comté d'Uzès, et l'Aquitaine. Si le traité ramène la paix entre les trois frères, il met cependant Bernard dans une position difficile : son principal allié, Pépin II est exclu du partage, ses biens dans le comté d'Uzès sont exclus des domaines qu'il possède. En 844, Charles le Chauve mène une nouvelle expédition en Aquitaine : Bernard est capturé lors du siège de Toulouse, condamné à mort et décapité dans cette ville.

## Mariage et descendance
Le 24 juin 824, à Aix-la-Chapelle, Bernard de Septimanie épouse Dhuoda (vers 800-843). De ce mariage naissent deux fils et une fille :
- Guillaume de Septimanie, né le 29 novembre 826, qui fut comte d'Agen, et mourut, tout comme son père, décapité en 850[9] à Barcelone sur ordre de Charles le Chauve, pour n'avoir pas respecté sa promesse en tentant de s'emparer des marches d'Espagne et de Barcelone. Sa mère Dhuoda avait rédigé à son attention un Manuel pour mon fils, premier traité d'éducation connu ;
- Bernard Plantevelue, né le 22 mars 841 à Uzès mort entre le 20 juin 885 et août 886. Il fut comte d'Auvergne ;
- Roselinde (Regelindis) qui épousa le comte Vulgrin Ier d'Angoulême[10],[11].